# Said Itaev
Said Itaev (ur. 1 sierpnia 1982) – francuski zapaśnik w stylu wolnym. Zajął 22 miejsce na mistrzostwach świata w 2009. Dziesiąty na mistrzostwach Europy w 2010. Srebrny medalista igrzysk śródziemnomorskich w 2009 i brązowy mistrzostw śródziemnomorskich w 2012 roku.